# Merkheouli
Merkheouli est un village situé dans le raïon (ancien selsoviet) de Goulrypch en Abkhazie, république séparatiste de Géorgie, au nord-est du chef-lieu dans une zone de piémont, de chaque côté de la rivière Matchala. Le village se situe sur la route de Soukhoumi à la vallée de Kodori.
Merkheoul est le village natal de Lavrenti Beria. 

## Population
Le recensement de 1886 relève une population de 446 orthodoxes, dont une quinzaine de nobles, et 20 musulmans. Des paysans et des petits fonctionnaires venus de Mingrélie (dont le père de Beria) et de Russie commencent à s'y installer dans la seconde moitié du XIXe siècle. De nombreux Arméniens s'y installent aussi après le premier génocide arménien de l'Empire ottoman.
Le dernier recensement de l'URSS de 1989 donne une population de 3 339 habitants. Les habitants d'origine mingrélienne quittent les lieux avec l'armée géorgienne après le conflit inter-ethnique de 1993.